# Calvenzano

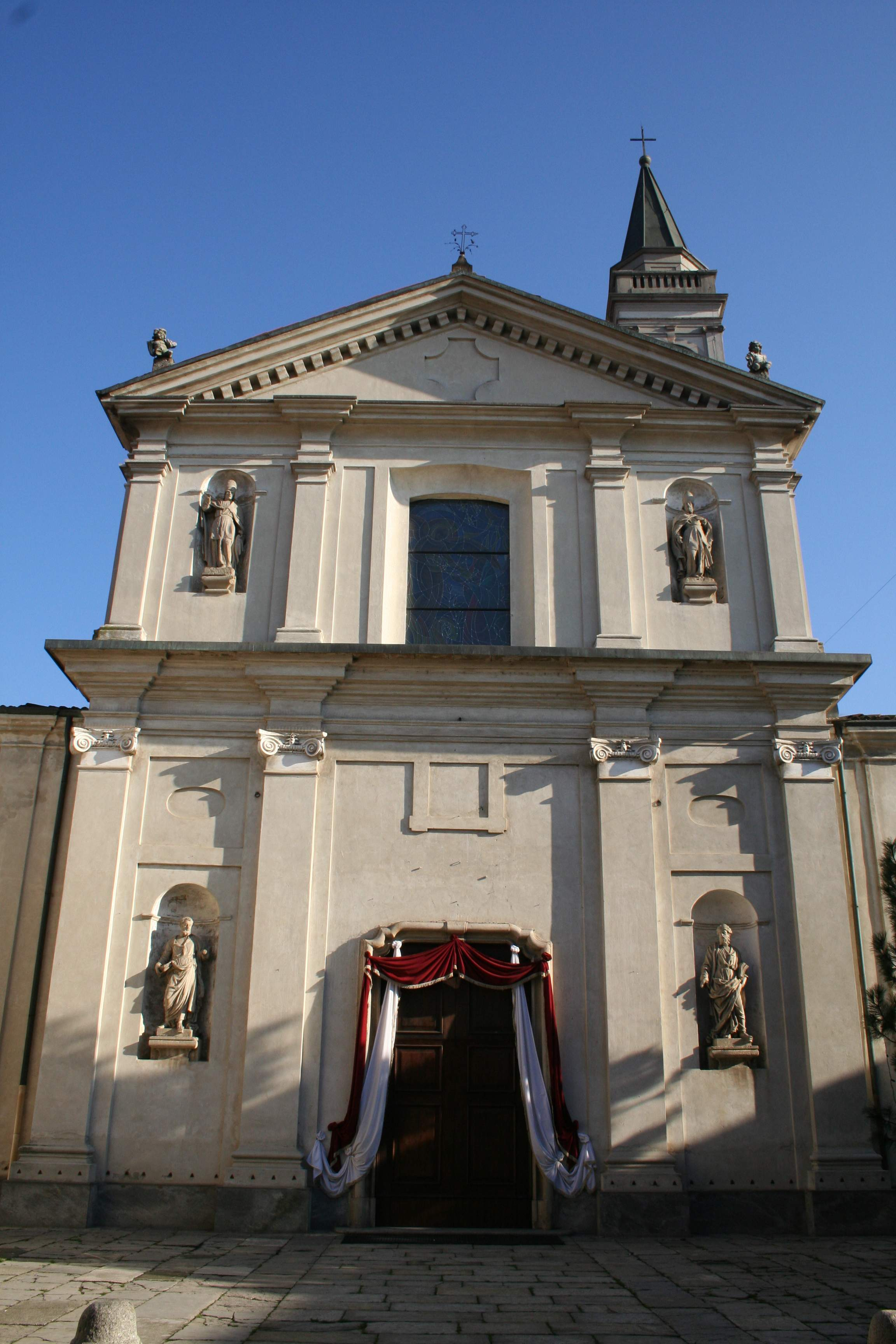
Hình ảnh kiến trúc tại đô thị Camerata Cornello

Camerata Cornello là một đô thị ở tỉnh Bergamo trong vùng Lombardia của nước Ý, có vị trí cách khoảng 60 km về phía đông bắc của Milano và khoảng 20 km về phía bắc của Bergamo.
Camerata Cornello giáp các đô thị: Cassiglio, Lenna, Piazza Brembana, San Giovanni Bianco, Taleggio.